# Jim Knopf und die Wilde 13
Jim Knopf und die Wilde 13 è un film del 2020 diretto da Dennis Gansel e basato sul romanzo per bambini La terribile banda dei Tredici Pirati di Michael Ende. È il sequel di Le avventure di Jim Bottone, basato sul primo volume omonimo.

## Distribuzione
Il film, presentato in concorso al Giffoni Film Festival nel luglio 2021, è attualmente inedito in lingua italiana.

## Riconoscimenti
- 2021 – Bayerischer Filmpreis[2]
  - Candidatura per il miglior film per ragazzi
  - Candidatura per i migliori costumi ad Anke Winckler
  - Candidatura per la migliore colonna sonora a Ralf Wengenmayr e Marvin Miller
  - Candidatura per i migliori effetti visivi a Frank Schlegel